# Ab imo pectore

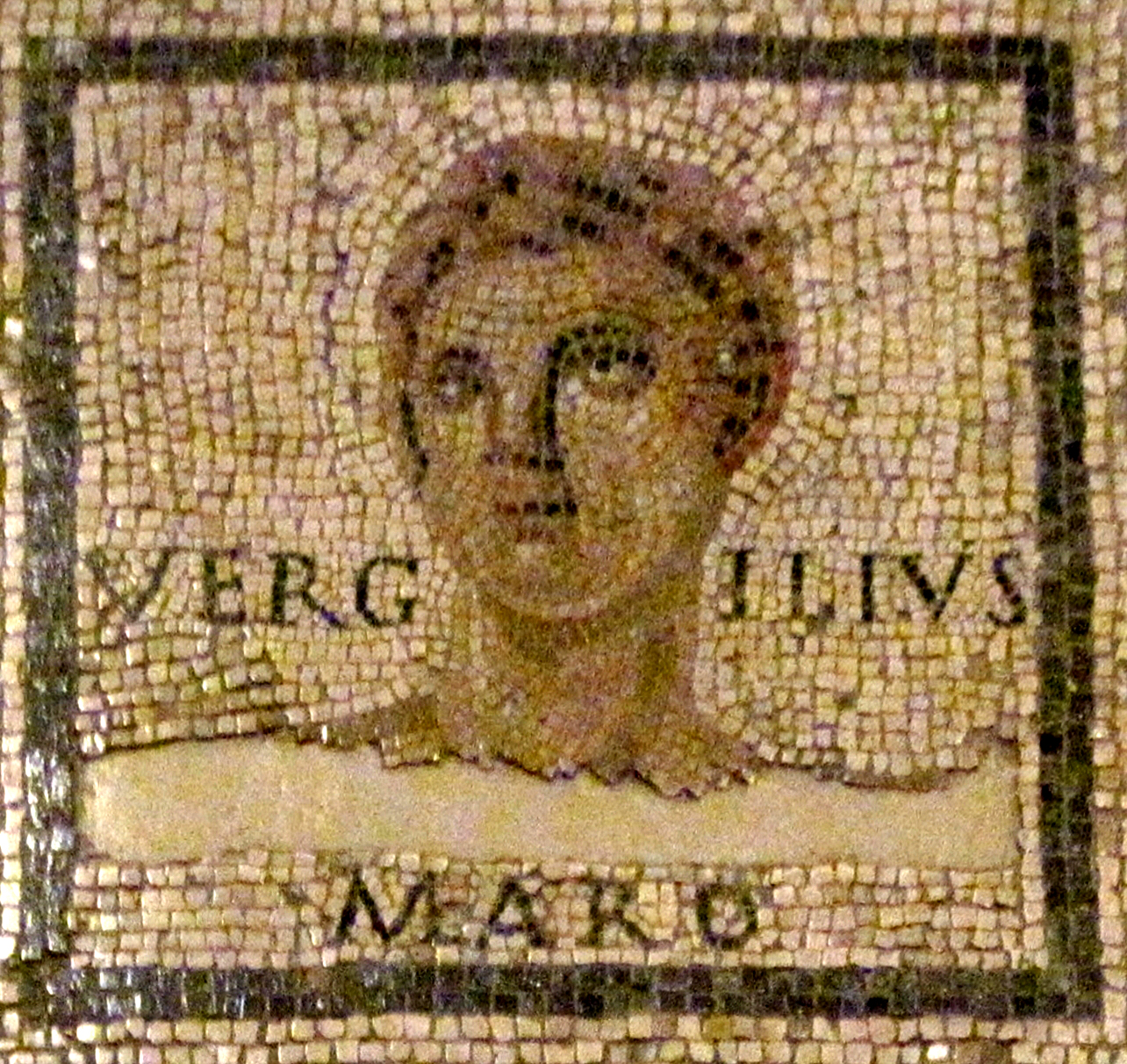
Rappresentazione di Virgilio (Monnus-Mosaic, Rheinisches Landesmuseum Treviri)

Ab imo pectore è una locuzione latina di uso colloquiale.

## Significato
Il suo significato letterale è: dal profondo del petto. In realtà il suo uso connotativo significa dal profondo del cuore (o dell'anima).
Secondo la Treccani è espressione entrata nell'uso comune.
L'espressione si trova  in Virgilio, ad indicare il profondo dolore che sembra far sgorgare le lacrime, i gemiti e le parole dal più profondo del cuore. Attestata  in Claudio Claudiano, è facile trovare anche la sola espressione: imo pectore.